# Sportverein Grödig 2015-2016

## Stagione
Il Grödig termina il campionato di Bundesliga al 10º posto, retrocedendo.

## Rosa
| N. |                     | Ruolo | Calciatore           |
| -- | ------------------- | ----- | -------------------- |
| 1  | Austria (bandiera)  | P     | René Swete           |
| 2  | Austria (bandiera)  | D     | Fabio Strauss        |
| 5  | Germania (bandiera) | C     | Timo Brauer          |
| 6  | Austria (bandiera)  | C     | Robert Völkl         |
| 7  | Austria (bandiera)  | A     | Roman Wallner        |
| 8  | Austria (bandiera)  | C     | Christian Derflinger |
| 9  | Austria (bandiera)  | A     | Valentin Grubeck     |
| 10 | Austria (bandiera)  | C     | Sandro Djurić        |
| 11 | Austria (bandiera)  | C     | Daniel Schütz        |
| 12 | Austria (bandiera)  | D     | Robert Strobl        |
| 13 | Austria (bandiera)  | D     | Harald Pichler       |
| 14 | Germania (bandiera) | C     | Reagy Ofosu          |
| 17 | Austria (bandiera)  | D     | Dominik Baumgartner  |

| N. |                     | Ruolo | Calciatore         |
| -- | ------------------- | ----- | ------------------ |
| 18 | Austria (bandiera)  | C     | Martin Rasner      |
| 19 | Austria (bandiera)  | D     | Lukas Denner       |
| 20 | Austria (bandiera)  | C     | Roman Kerschbaum   |
| 21 | Germania (bandiera) | D     | Pascal Itter       |
| 22 | Austria (bandiera)  | C     | Tobias Kainz       |
| 25 | Austria (bandiera)  | P     | Pirmin Strasser    |
| 27 | Austria (bandiera)  | C     | Thomas Goiginger   |
| 30 | Austria (bandiera)  | C     | Fabian Grubeck     |
| 31 | Austria (bandiera)  | D     | Matthias Maak      |
| 32 | Austria (bandiera)  | A     | Benjamin Sulimani  |
| 33 | Austria (bandiera)  | P     | Alexander Schlager |
|    | Austria (bandiera)  | D     | Lukas Schubert     |
|    | Austria (bandiera)  | A     | Julian Feiser      |